# Eupithecia decipiens
Eupithecia decipiens is een vlinder uit de familie van de spanners (Geometridae). De wetenschappelijke naam van de soort is voor het eerst geldig gepubliceerd in 1910 door Petersen.
De soort komt voor in Afghanistan, Iran, Oezbekistan en Kirgizië. Hij vliegt op hoogtes van 1500 tot 2900 meter boven zeeniveau.